# Marion Palfi
Marion Hermine Serita Palfi (* 21. Oktober 1907 in Berlin; † 4. November 1978 in Los Angeles, Vereinigte Staaten) war eine deutsch-amerikanische Fotografin und Schauspielerin. Sie war Mitglied der Photo League in New York. Die Photo League war eine Organisation von Fotografen in New York City, die sich der Dokumentation des Lebens in den Arbeitervierteln widmete. Sie wurde 1936 gegründet und bot ihren Mitgliedern Schulungen, Ausstellungsräume und eine Plattform für den Austausch über soziale und kreative Themen. Die Photo League spielte eine wichtige Rolle bei der Entwicklung der sozialdokumentarischen Fotografie in den USA.

## Leben und Wirken
Die Tochter des langjährigen Theaterleiters Viktor Palfi (Kurfürsten-Oper Berlin) und ältere Schwester des Filmeditors Victor Palfi (1910–1985) (Onkel Toms Hütte) versuchte ihre ersten Karriereschritte in der Schauspielerei (z. B. Berlins Theater am Kurfürstendamm). und wurde 1926 auch in einem Film besetzt (Wolfgang Neffs „Wie bleibe ich jung und schön“). Dennoch begann sich Marion Palfi bald mehr für die Fotografie zu interessieren und eröffnete 1934 in Berlin ein eigenes Porträtstudio. 
Bald darauf sah sich die Künstlerin aus rassischen Gründen genötigt, das Deutschland Adolf Hitlers zu verlassen und floh als Marion Weiss (Ehemann: Benjamin Weiss) über Amsterdam und Antwerpen in die USA, wo sie 1940 in New York City ankam. Dort setzte Marion Palfi ihren Beruf als Fotografin fort, konzentrierte sich aber inhaltlich auf soziale Themen. „Im Mittelpunkt ihrer fotografische Tätigkeit stand vor allem die Rassendiskriminierung und die Verwahrlosung von sozial benachteiligten Kindern.“ Viele ihrer Arbeiten wurden in der Zeitschrift Ebony veröffentlicht, 1952 brachte sie das Fotobuch „Suffer Little Children“ heraus, das sich mit der Lebenssituation benachteiligter Kinder in den USA befasste.
Seit den 1960er Jahren setzte sich Palfi mit ihren Fotografien auch für die amerikanischen Bürgerrechte ein und dokumentierte mit ihren Arbeiten das Leben der Ureinwohner des Landes, der Indianer. Bis in ihre letzten Lebensjahre hinein unterrichtete sie in ihrer Wahlheimat Los Angeles (u. a. an der UCLA) auch im Lehrfach Fotografie. Einige ihrer Arbeiten wurden in zentralen Räumen New Yorks ausgestellt, darunter das Museum of Modern Art und die New York Public Library.
Die mit diversen Auszeichnungen bedachte Marion Palfi war von 1954 bis zu ihrem Krebstod 1978 mit dem deutschstämmigen Theater-, Rundfunk- und Fernsehregisseur Martin Magner (1900–2002) verheiratet.

## Einzelnachweis
1. ↑  Kay Weniger: „Es wird im Leben dir mehr genommen als gegeben …“. Lexikon der aus Deutschland und Österreich emigrierten Filmschaffenden 1933 bis 1945. Eine Gesamtübersicht. ACABUS Verlag, Hamburg 2011, ISBN 978-3-86282-049-8, S. 599.

| Personendaten    | Personendaten                                       |
| ---------------- | --------------------------------------------------- |
| NAME             | Palfi, Marion                                       |
| ALTERNATIVNAMEN  | Palfi, Marion Hermine Serita (vollständiger Name)   |
| KURZBESCHREIBUNG | deutsch-amerikanische Fotografin und Schauspielerin |
| GEBURTSDATUM     | 21. Oktober 1907                                    |
| GEBURTSORT       | Berlin                                              |
| STERBEDATUM      | 4. November 1978                                    |
| STERBEORT        | Los Angeles, Vereinigte Staaten                     |